# 哈哈查卡山
13°34′01″S 71°14′51″W / 13.56694°S 71.24750°W
哈哈查卡山（Jajachaca），是秘魯的山峰，位於該國東南部庫斯科大區，由基斯皮坎奇省的奧孔加特區負責管轄，屬於韋爾卡努塔山脈的一部分，海拔高度約4,800米。